# Johan Ångström
Pour les articles homonymes, voir Ångström (homonymie).
Johan (Johannes) Ångström (Lögdö 1813 - 1879 Örnskiöldsvik) est un botaniste suédois qui étudia spécialement les fougères et les mousses. Il a notamment étudié les mousses de Finlande.

## Biographie
Il explore à l'été 1843 avec son collègue Fredrik Nylander l'est du grand-duché de Finlande, la Carélie russe, au bord de la mer Blanche, et la Laponie russe. Puis ils explorent la nord de la Russie et la Laponie norvégienne.

## Hommages
Le genre Aongstroemia porte son nom.

## Abréviation
La majuscule de l'abréviation est officiellement un Å, diacritée d'un rond en chef. Il peut arriver qu'elle ne le soit pas.
Ångstr. est l’abréviation botanique standard de Johan Ångström.
Consulter la liste des abréviations d'auteur en botanique ou la liste des plantes assignées à cet auteur par l'IPNI, la liste des champignons assignés par MycoBank, la liste des algues assignées par l'AlgaeBase et la liste des fossiles assignés à cet auteur par l'IFPNI.